# Pierce Brosnan
Pierce Brendan Brosnan (Drogheda, Leinster, 16 de mayo de 1953) es un actor y productor de cine irlandés. Fue el quinto actor en interpretar al agente secreto ficticio James Bond en la saga cinematográfica de James Bond, protagonizando cuatro películas entre 1995 y 2002 (GoldenEye, Tomorrow Never Dies, The World Is Not Enough y Die Another Day).
Después de dejar la escuela a los 16 años, Brosnan comenzó su formación en ilustración comercial y posteriormente asistió durante tres años al Drama Centre de Londres. Tras iniciar una carrera en el teatro, alcanzó popularidad con la serie de televisión Remington Steele (1982–1987). Una vez finalizada la serie, Brosnan apareció en películas como el thriller de espionaje ambientado en la Guerra Fría The Fourth Protocol (1987) y la comedia Mrs. Doubtfire (1993). Tras alcanzar fama mundial como James Bond, protagonizó otras grandes producciones como la película de catástrofes Dante's Peak (1997) y el remake del filme de robos The Thomas Crown Affair (1999). Desde que dejó el papel de Bond, ha actuado en películas como el thriller político The Ghost Writer (2010), la fantasía de acción Percy Jackson y el ladrón del rayo (2010), el thriller de espionaje The November Man (2014), el musical Mamma Mia! (2008), su secuela Mamma Mia! Una y otra vez (2018), y la comedia musical Festival de la Canción de Eurovisión: La historia de Fire Saga (2020). En 2022, Brosnan interpretó a Kent Nelson / Doctor Fate en la película del Universo extendido de DC Black Adam.
Brosnan ha sido nominado en dos ocasiones a los Globos de Oro, por la miniserie Nancy Astor (1982) y por la comedia negra The Matador (2005). En 1996, junto al productor estadounidense Beau St. Clair, fundó la productora Irish DreamTime, con sede en Los Ángeles. También es conocido por su labor benéfica y activismo medioambiental. En 1997, Brosnan recibió una estrella en el Paseo de la Fama de Hollywood por sus contribuciones a la industria cinematográfica. En 2020, fue clasificado en el puesto número 15 en la lista de los mejores actores de cine irlandeses elaborada por The Irish Times.

## Biografía

### Infancia

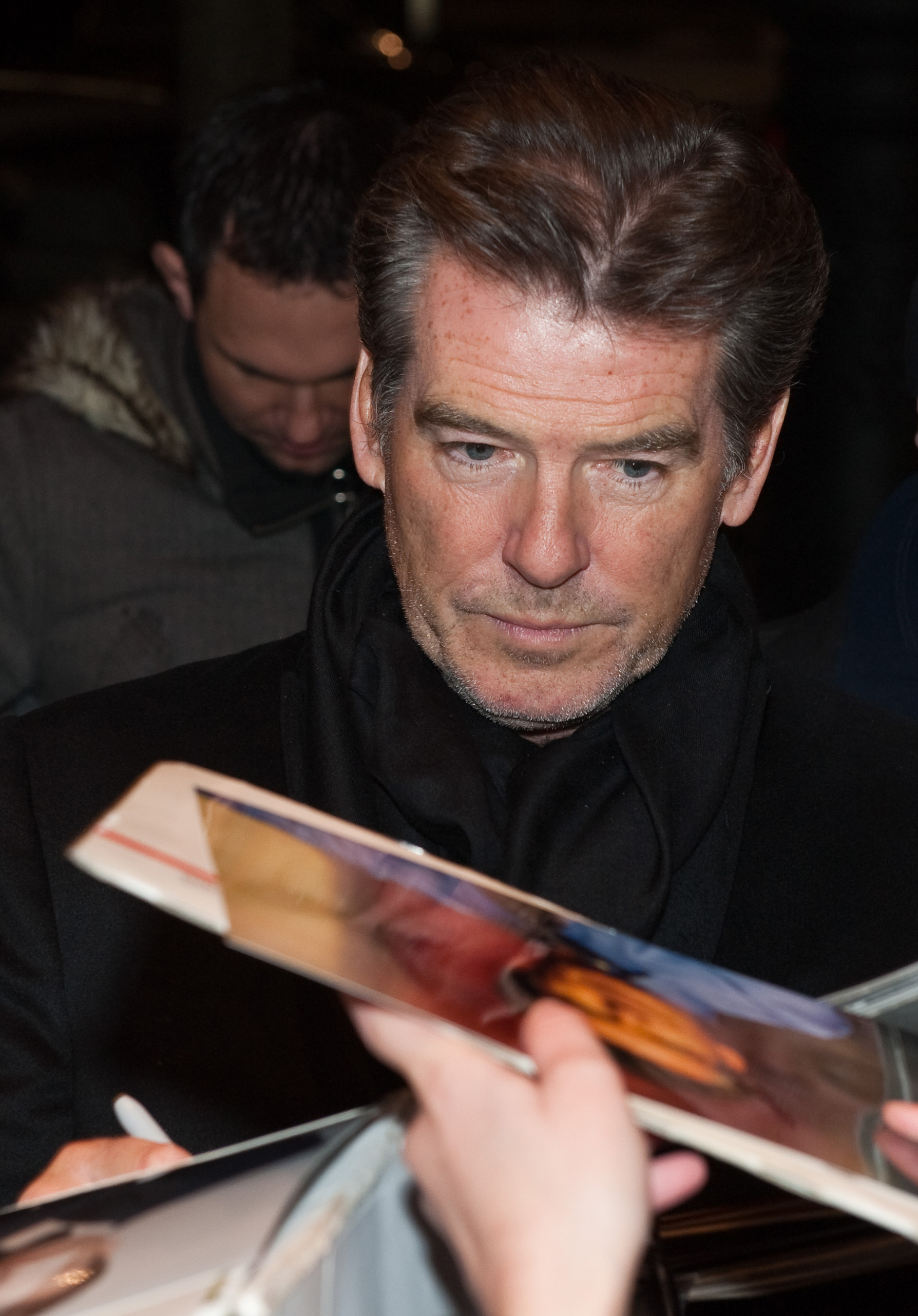

Pierce Brendan Brosnan nació en Irlanda, hijo de May y Thomas Brosnan. Thomas abandonó a su mujer e hijo cuando Pierce solamente era un bebé, y su madre se marchó a Londres para trabajar como enfermera, quedándose Brosnan con sus abuelos maternos, Philip y Kathleen Smith. A la edad de diez años, ya fallecidos sus abuelos, Pierce se mudó a la capital británica para vivir junto a su madre. A mediados de los años 70 y tras abandonar sus estudios en el instituto Elliott Comprehensive, comenzó a sentirse atraído por el teatro y se matriculó en el London Drama Center, donde se graduó en 1975.

### Vida personal
Brosnan conoció a la actriz australiana Cassandra Harris en 1977 y se casaron el 27 de diciembre de 1980. Enviudó en 1991. Tuvo con ella a su hijo Sean (n. 1983) y adoptó a Christopher y Charlotte (hijos de Harris de su matrimonio con Dermot Harris entre 1970 y 1978) después de la muerte de Dermot Harris en 1986.
En 1994 conoció a la periodista estadounidense Keely Shaye Smith (n. 1963). Se casaron el 4 de agosto de 2001 y juntos tienen dos hijos, Dylan Thomas (n. 1997) y Paris Beckett (n. 2001), con los que reside en Malibu Beach (California). El 1 de julio de 2013 murió su hija Charlotte Emily a causa de un cáncer de ovarios, la misma enfermedad que le quitó la vida de su primera esposa y madre de Charlotte. Personas cercanas a la familia Brosnan reconocen el gusto de la pareja por la comida y el vino.
Se identifica como católico, siendo asistente a misa, pero también se adhiere a otras creencias espirituales, declarando en 2008 que "ama las enseñanzas de la filosofía budista", a la que se refirió como su "propia fe privada". Explicó: "No lo predico, pero es una fe que me sirve de consuelo cuando la noche es larga."

## Trayectoria cinematográfica
Tras sus inicios en la escena teatral, Brosnan debutó en el cine con la película El largo Viernes Santo (1980), historia de gánsteres dirigida por John MacKenzie. Participó en 1982 en la exitosa serie televisiva Remington Steele, que le llevó a alcanzar la popularidad a nivel internacional. En 1988 ocupó el papel protagónico de la serie Noble House, que representaba la continuidad de una novela de James Clavell; Brosnan representaba al Tai Pan de la Noble House. Después de intervenir como Phileas Fogg en la miniserie La vuelta al mundo en 80 días (1989), basada en una conocida novela de Julio Verne, y en títulos cinematográficos como El cuarto protocolo (1987), La secta de los falsarios (1988), The Lawnmower Man (1992), Mrs. Doubtfire (1993) y Love Affair (1994), Pierce alcanzó el estrellato internacional gracias a su elección como James Bond, el personaje literario creado por Ian Fleming.
Su primera película como agente 007 fue GoldenEye (1995), un filme dirigido por Martin Campbell. Con posterioridad volvió a ejercer del famoso espía Bond en El mañana nunca muere (1997), del director Roger Spottiswoode; El mundo nunca es suficiente (1999), de Michael Apted y Muere otro día (2002), película dirigida por Lee Tamahori.
Al margen de su papel como James Bond, en la época en la que encarnaba al agente secreto británico, Brosnan también protagonizó títulos como Dante's Peak (1997), The Thomas Crown Affair (1999) y El sastre de Panamá (2001), adaptación de una novela de John le Carré. Otras películas de su filmografía son After the Sunset (2004) y The Matador (2005), título en el que compartió créditos con Greg Kinnear, y Seraphim Falls (2006), un western coprotagonizado con Liam Neeson.
En Butterfly on a Wheel (2007) interpretó a Tom Ryan, un peligroso criminal que secuestraba a la hija de Maria Bello y Gerard Butler. En Married Life (2007) era Richard, el mejor amigo de Chris Cooper, y en Mamma Mia! (2008), película con música de ABBA, interpretó a Sam Carmichael, uno de los posibles padres de Amanda Seyfried, junto con Meryl Streep, Colin Firth y Stellan Skarsgård. En El mejor (2009) fue el marido de Susan Sarandon; los dos sufrían la pérdida de un hijo en accidente de tráfico. En la película The Ghost Writer (2010), dirigida por Roman Polanski y coprotagonizada por Ewan McGregor, interpreta a un ex primer ministro británico llamado Adam Lang. En el drama familiar y romántico Recuérdame (2010) fue el padre de Robert Pattinson y en Tentación en Manhattan (2011) formó parte de un triángulo amoroso con Sarah Jessica Parker y Greg Kinnear.
Interpretó a un suicida en Mejor otro día (2014), película basada en la novela En picado, de Nick Hornby. El mismo año participó en la intriga de espionaje La conspiración de noviembre (2014) y formó un triángulo amoroso con Salma Hayek y Jessica Alba en la comedia El marido de mi hermana (2014). Más tarde intervino en Golpe de Estado (2015); The Moon and the Sun (2016), de Sean McNamara; y Urge (2016), de Daemon Sloane. En 2018 participó en la secuela del exitoso filme musical Mamma Mia!, llamada Mamma Mia! Here We Go Again, junto a Colin Firth, Amanda Seyfried, Meryl Streep y Cher.

## Sus papeles

### James Bond
Brosnan, conocido como el Bond del millón de dólares ya que sus películas fueron las primeras de Bond que se mantuvieron en taquilla exitosamente y ajustándose a la inflación, mantuvo casi la misma cifra de recaudación en sus cuatro filmes. También es sabido que en él se plasman las mejores cualidades como Bond; por ello también se conoce a Brosnan como el Bond tradicional, porque conjugó en escena: la virilidad de Connery, la sensibilidad de Lazenby, la simpatía de Moore, el dramatismo de Dalton y la vulnerabilidad que él le supo poner al personaje. Más allá de sus argumentos y guiones, su interpretación fue memorable.

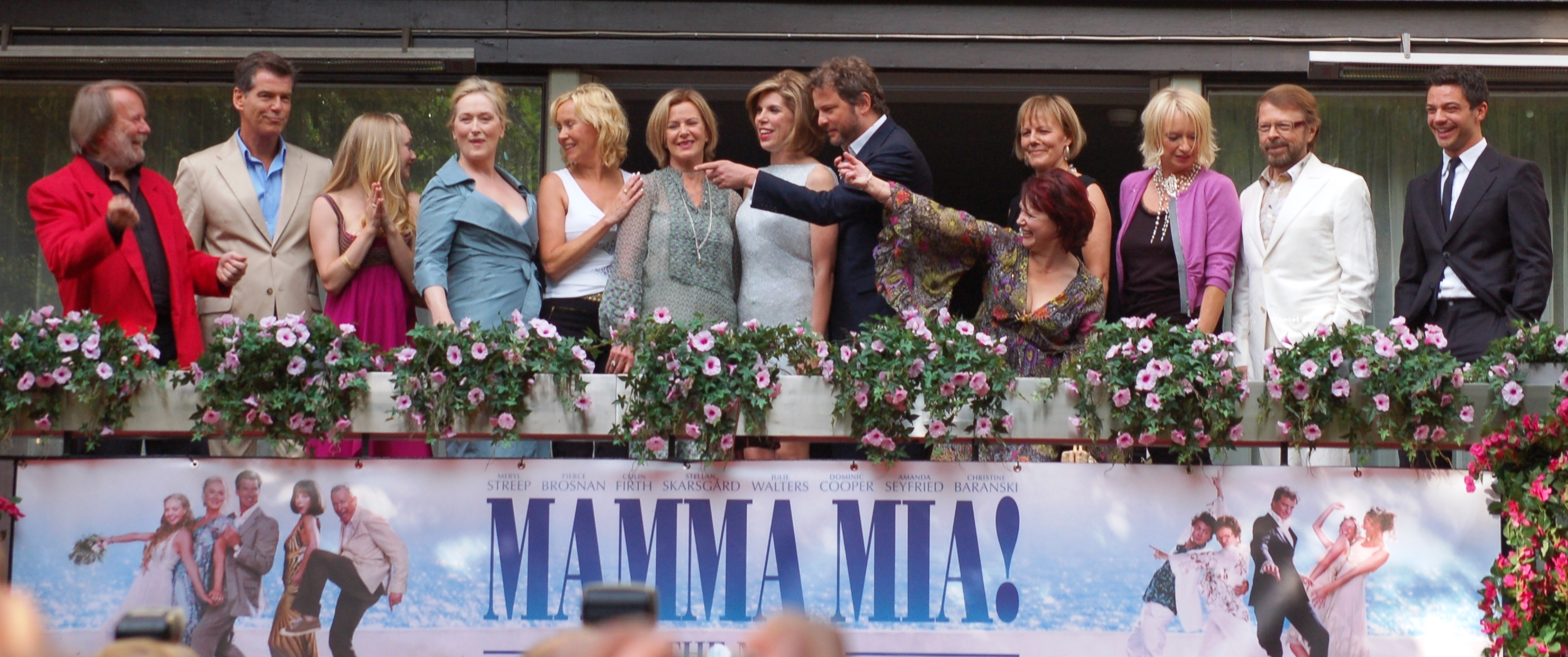
Pierce Brosnan en la premiere de Mamma Mia! (2008)

Es el Bond insolente y sarcástico. Llegó al papel tras seis años de ausencia del personaje en cines, salvando al personaje cuando parecía muerto tras el lapso de seis años después de Licencia para matar, y, al revés que Dalton, se considera que lo que más le ayudó fue precisamente el momento en el cual lo interpretó; fue el público mismo el que se interesó otra vez por un héroe de tipo tradicional e idealizado como James Bond y pronto logró ser considerado como uno de los mejores 007.

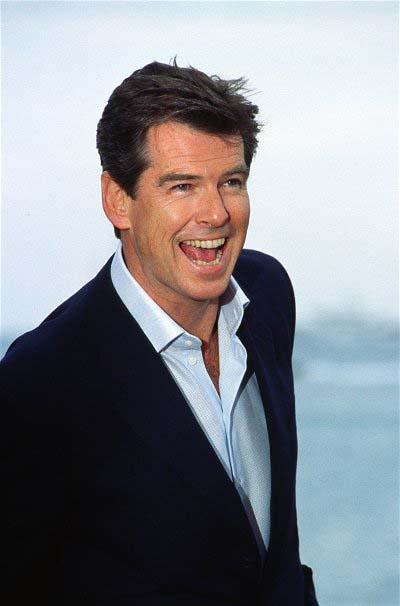
Pierce Brosnan en el Festival de Cannes.

Responsable de los primeros grandes éxitos económicos del personaje, al Bond de Brosnan también se le dio una orientación más moderna pero con mejores resultados, ya sin coqueteos con la ciencia ficción como con Connery y con Moore. En su caso se optó por la informática y las conspiraciones como escenarios para sus aventuras en un mundo en el cual cayó el bloque comunista y acabó la Guerra Fría. También fue el primer Bond que sangra y que cae en manos del enemigo, es torturado y maltratado; actúa por motivaciones más personales como la revancha por sí mismo. Sus villanos son los traidores, los millonarios ambiciosos, los terroristas y los nuevos comunistas, con lo cual se puede decir que sus películas se acercaban en cuanto a tramas a las que protagonizó Moore en su momento.

De origen irlandés, Brosnan es el cuarto Bond (tras Connery, escocés; Lazenby, australiano y Dalton, galés) que no es inglés. Al igual que Roger Moore, Brosnan debía su fama a otro programa del género, en su caso la serie de acción Remington Steele. Tras la negativa de Timothy Dalton a protagonizar GoldenEye, Mel Gibson estuvo al borde de interpretar al agente secreto, pero a uno de los productores le pareció muy bajo de estatura para interpretar al 007; además agregó «No quiero hacer una película de Mel Gibson, quiero hacer una película de Bond», y el papel fue a parar a Pierce Brosnan, quien ya había audicionado años antes para el papel cuando Roger Moore abandonó el personaje, pero esto nunca se cumplió ya que Brosnan estaba comenzando a filmar la serie Remington Steele. Tras The World Is Not Enough comenzaron a buscar sustitutos para Brosnan; el papel pudo recaer en Russell Crowe, pero debido a que el actor iba a filmar la película Gladiator no pudo aceptar el papel.

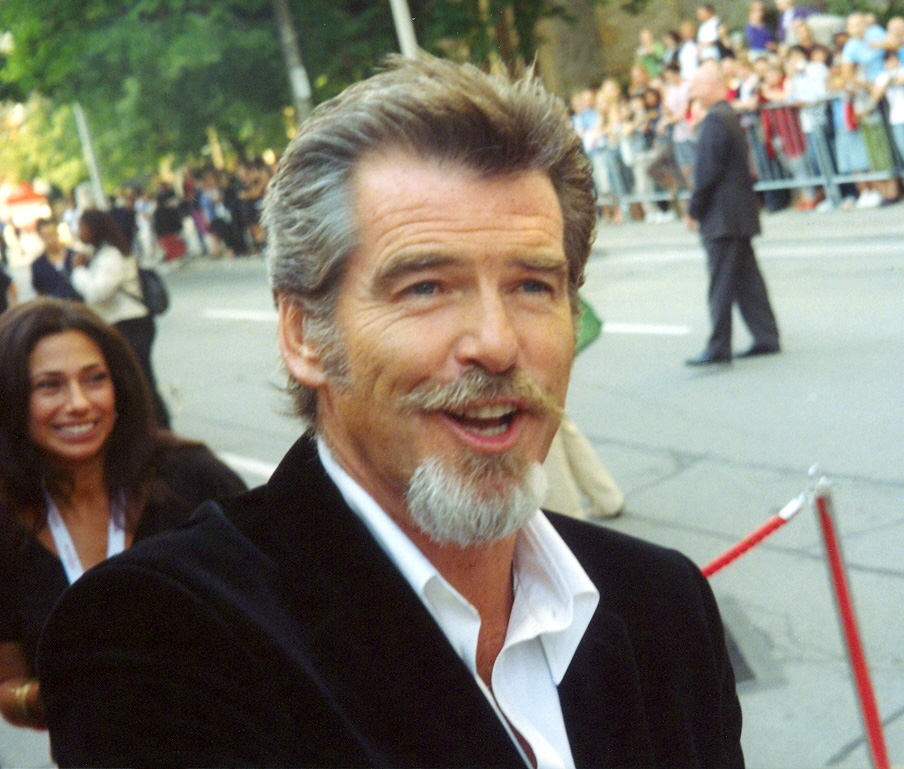
Pierce Brosnan en el Toronto Film Festival en 2005.

El último film de Pierce Brosnan como James Bond fue Muere otro día, de 2002. Un film que, tras su estreno, alguna gente llamaba "una celebración de Bond", pero otros, una gran mayoría, lo consideraba un desastre. La abundancia de efectos especiales exagerados (autos invisibles, demasiada pirotecnia), la presencia de Jinx (Halle Berry, interpretando a una errante "James Bond femenina"), un tema musical muy tecno (cantado por Madonna), y la fallida dirección de Lee Tamahori que, evidentemente, no se dio cuenta de que lo que estaba dirigiendo era una película de James Bond. El director optó por un enfoque futurista hacia la película colocando efectos en cámara lenta que no sintonizan con la impronta de James Bond. Tamahori no supo diferenciar un film moderno de un film de Bond. Esto hizo que un guion relativamente bueno escrito por Neal Purvis y Robert Wade, fuera destrozado en su segunda mitad. Mostrar a Bond capturado por los norcoreanos, idea propuesta por Brosnan, fue muy efectivo, así como el combate de esgrima y las escenas en la clínica cubana. Para cuando Bond llega a Islandia, la película se va a pique: todo es demasiado digital, y el personaje de Halle Berry tropieza una y otra vez entorpeciendo la misión de Bond. Y poner al supervillano Gustav Graves, interpretado por Toby Stephens, con un traje futurista no ayuda al film. Todo este conjunto de cosas decepcionó a los seguidores de la serie y comenzaron a darse cuenta de que era hora de un cambio. Pero el director es fundamental en el desarrollo de una película. En la taquilla le fue bien, recaudó 430 millones de dólares en todo el mundo, sin embargo, no logró seducir a las críticas ni a los fanes como las tres previas cintas que protagonizó Brosnan. Esto alertó a los productores Barbara Broccoli y Michael G Wilson, que creyeron que, teniendo en sus manos los derechos de la primera novela de Fleming, era hora de llevarla de forma decente a la pantalla, y relanzar la serie. Este relanzamiento suponía mostrar a James Bond antes de ser 007, en sus cuarenta años, lo cual le quitaba a Brosnan, que ya había superado los cincuenta, todo tipo de posibilidad de regresar al rol.

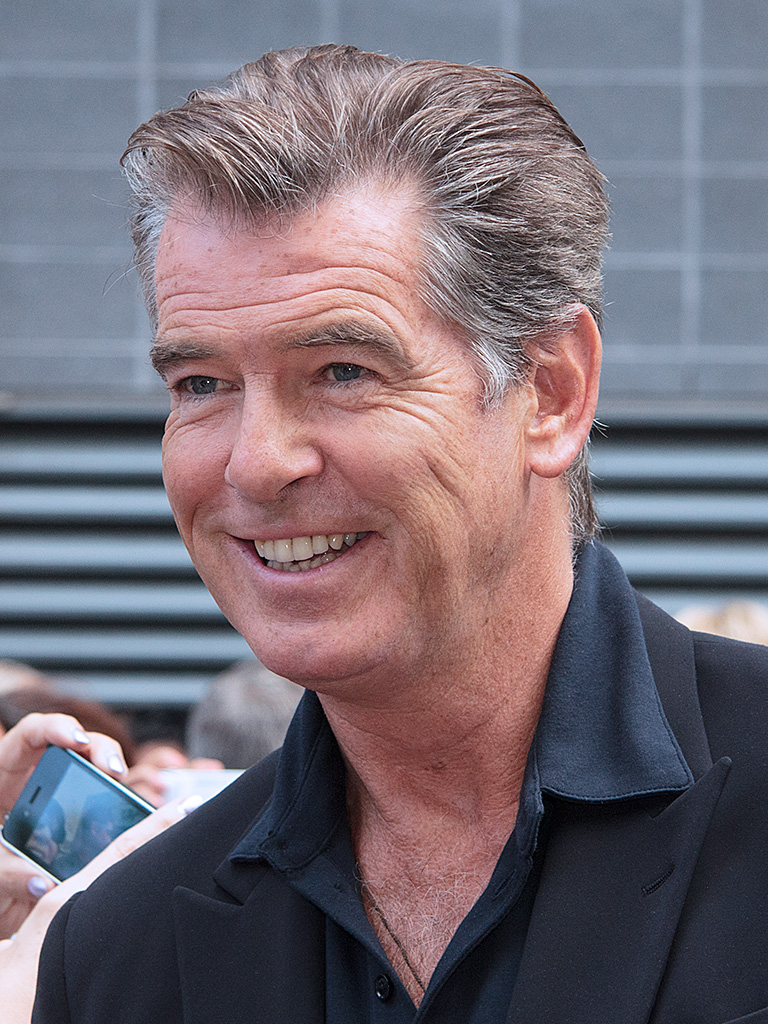
Brosnan en el Festival de cine de Toronto de 2013.

Esta decisión de echar a Brosnan no fue una saña particular de los productores como muchos puedan pensar. La cuestión era que, si se iba a mostrar a Bond desde el principio, era imposible que el Bond de los últimos filmes interpretará a ese nuevo 007. En 2004 era difícil entenderlo, pero en 2006, se volvió el asunto más ameno con la interpretación de Daniel Craig. Pese a que en 2005 Brosnan también declaró que no interpretaría al personaje, el guion de Casino Royale fue reescrito completamente ya que la película iba a ser inicialmente la despedida de Brosnan de la saga Bondiana. Muchos aficionados a Bond se preguntan si Pierce Brosnan hubiera funcionado como James Bond en Casino Royale. Tal vez sí, pero no en ese Casino Royale que Neal Purvis, Robert Wade y Paul Haggis escribieron en diciembre de 2005. Esa obra fue escrita para Daniel Craig. Pierce Brosnan no podía de ninguna manera interpretar a un James Bond recién ingresado al MI6. Los productores lo eligieron con la idea en mente de ser un Bond de directa continuidad con los cuatro anteriores. Pero Brosnan varias veces manifestó que le gustaría que se adaptara Casino Royale con él como protagonista, en una adaptación menos fiel que la de 2006, con un Le Chiffre de más protagonismo, con una Vesper que terminara con él en la cama, y con una trama, por supuesto, que fuera más que vencer al villano en la mesa de juego, todo esto manteniendo, más o menos, la idea que Fleming tenía de la obra.
La participación del actor irlandés en la serie fue exitosa. GoldenEye es un filme quintaesencial de James Bond, el primer Bond posterior a la Guerra Fría, con una sobresaliente dirección de Martin Campbell y un magistral guion de Jeffrey Caine, Michael Caine y Bruce Feirstein. Es la película de Bond que tiene todo, bien se podría decir que GoldenEye es el Goldfinger de los años noventa. En El Mañana nunca muere, un film con demasiada acción que muchas veces opacaba el argumento, las actuaciones de Brosnan y Jonathan Pryce como Elliot Carver le dan un gran encanto al film. The World Is Not Enough resulta aburrido y parece que el propio Bond pierde algo de protagonismo respecto a la historia, si bien el argumento es descrito como épico, lleno de toques de espionaje clásico, como Bond suplantando una identidad en una base aérea de Kazajistán, junto a la fuerte historia entre Bond y Elektra. En Muere otro Día se exagera en los gadgets, como el Aston Martin Vanquish invisible, y la dirección es mediocre, pero su primera mitad -los guionistas reconocen que "-es un film de dos mitades"- es épica.
En 2004 llevó a cabo su última actuación como James Bond en el videojuego James Bond 007: Everything or Nothing.
| Año  | Título original         | Título en España             | Salario ($ millones) |
| ---- | ----------------------- | ---------------------------- | -------------------- |
| 1995 | GoldenEye               | GoldenEye                    | 4.0                  |
| 1997 | Tomorrow Never Dies     | El mañana nunca muere        | 8.2                  |
| 1999 | The World Is Not Enough | El mundo nunca es suficiente | 12.4                 |
| 2002 | Die Another Day         | Muere otro día               | 16.5                 |

| Predecesor: Timothy Dalton 1987 — 1989 | Actor intérprete 1995 — 2002 | Sucesor: Daniel Craig 2006 — 2021 |

## Filmografía

### Cine
| Año           | Título                                             | Papel                              | Ref.   |
| ------------- | -------------------------------------------------- | ---------------------------------- | ------ |
| 1980          | The Long Good Friday                               | Primer irlandés                    |        |
| 1980          | The Mirror Crack'd                                 | Jamie                              |        |
| 1986          | Nomads                                             | Jean Charles Pommier               |        |
| 1987          | Taffin                                             | Mark Taffin                        |        |
| 1987          | The Fourth Protocol                                | Valeri Petrofsky/James Edward Ross |        |
| 1988          | The Deceivers                                      | William Savage                     |        |
| 1990          | Mister Johnson                                     | Harry Rudbeck                      |        |
| 1992          | The Lawnmower Man                                  | Lawrence Angelo                    |        |
| 1992          | Live Wire                                          | Danny O'Neill                      |        |
| 1993          | Mrs. Doubtfire                                     | Stuart "Stu" Dunmeyer              |        |
| 1993          | Entangled                                          | Garavan                            |        |
| 1994          | Love Affair                                        | Ken Allen                          |        |
| 1995          | GoldenEye                                          | James Bond                         |        |
| 1996          | Mars Attacks!                                      | Profesor Donald Kessler            |        |
| 1996          | The Mirror Has Two Faces                           | Alex                               |        |
| 1997          | Robinson Crusoe                                    | Robinson Crusoe                    |        |
| 1997          | Dante's Peak                                       | Harry Dalton                       |        |
| 1997          | Tomorrow Never Dies                                | James Bond                         |        |
| 1998          | Quest for Camelot                                  | Rey Arturo (voz)                   |        |
| 1998          | The Nephew                                         | Joe Brady                          |        |
| 1999          | Grey Owl                                           | Archibald "Grey Owl" Belaney       |        |
| 1999          | The Match                                          | John MacGhee                       |        |
| 1999          | El secreto de Thomas Crown                         | Thomas Crown                       |        |
| 1999          | The World Is Not Enough                            | James Bond                         |        |
| 2001          | El sastre de Panamá                                | Andrew Osnard                      |        |
| 2002          | Die Another Day                                    | James Bond                         |        |
| 2002          | Evelyn                                             | Desmond Doyle                      |        |
| 2004          | After the Sunset                                   | Max Burdett                        |        |
| 2004          | Laws of Attraction                                 | Daniel Rafferty                    |        |
| 2005          | The Matador                                        | Julian Noble                       |        |
| 2006          | Seraphim Falls                                     | Gideon                             |        |
| 2007          | Butterfly on a Wheel                               | Tom Ryan                           |        |
| 2007          | Married Life                                       | Richard Langley                    |        |
| 2008          | ¡Mamma Mia!                                        | Sam Carmichael                     |        |
| 2008          | Thomas & Friends: The Great Discovery              | Narrador (voz)                     |        |
| 2009          | The Greatest                                       | Allen Brewer                       |        |
| 2010          | The Ghost Writer                                   | Adam Lang                          |        |
| 2010          | Percy Jackson & the Olympians: The Lightning Thief | Quirón                             |        |
| 2010          | Recuérdame                                         | Charles Hawkins                    |        |
| 2010          | Océanos                                            | Narrador (voz)                     |        |
| 2011          | Salvation Boulevard                                | Dan Day                            |        |
| 2011          | I Don't Know How She Does It                       | Jack Abelhammer                    |        |
| 2012          | Love Is All You Need                               | Philip                             |        |
| 2013          | The World's End                                    | Guy Shephard                       |        |
| 2014          | Love Punch                                         | Richard Jones                      |        |
| 2014          | A Long Way Down                                    | Martin Sharp                       |        |
| 2014          | The November Man                                   | Peter Devereaux                    |        |
| 2015          | Some Kind of Beautiful                             | Richard Haig                       |        |
| 2015          | Survivor                                           | El Relojero                        | [ 18 ] |
| 2015          | No Escape                                          | Hammond                            |        |
| 2015          | A Christmas Star                                   | Sr. Shepherd                       |        |
| 2016          | Urge                                               | Daemon Sloane / El hombre          |        |
| 2016          | I.T.                                               | Mike Regan                         |        |
| 2017          | The Only Living Boy in New York                    | Ethan Webb                         |        |
| 2017          | The Foreigner                                      | Liam Hennessy                      |        |
| 2018          | Spinning Man                                       | Det. Robert Malloy                 |        |
| 2018          | Mamma Mia! Here We Go Again                        | Sam Carmichael                     |        |
| 2018          | Final Score                                        | Dimitri Belov                      |        |
| 2020          | Eurovision Song Contest: The Story of Fire Saga    | Erick Erickssong                   |        |
| 2021          | Riverdance: The Animated Adventure                 | Patrick / Abuelo (voz)             | [ 19 ] |
| 2021          | The Misfits                                        | Richard Pace                       |        |
| 2021          | False Positive                                     | John Hindle                        |        |
| 2021          | Cenicienta                                         | Rey Rowan                          |        |
| 2022          | The King's Daughter                                | Rey Luis XIV                       |        |
| 2022          | Black Adam                                         | Kent Nelson / Doctor Fate          |        |
| 2023          | The Out-Laws                                       | Billy McDermott                    |        |
| 2023          | Fast Charlie                                       | Charlie Swift                      |        |
| 2023          | The Last Rifleman                                  | Artie Crawford                     |        |
| 2025          | Black Bag                                          | Arthur Steiglitz                   |        |
| 2025          | The Unholy Trinity                                 | Gabriel Dove                       |        |
| 2025          | The King of Kings                                  | Poncio Pilato (voz)                |        |
| 2025          | The Thursday Murder Club                           | Ron Ritchie                        |        |
| Por confirmar | Four Letters of Love                               |                                    |        |
| Por confirmar | Giant                                              | Brendan Ingle                      |        |

### Series y telefilmes
| Año     | Título                                        | Papel                                                | Notas                                      |
| ------- | --------------------------------------------- | ---------------------------------------------------- | ------------------------------------------ |
| 1979    | Murphy's Stroke                               | Edward O'Grady                                       | Película para televisión                   |
| 1980    | Hammer House of Horror                        | Última víctima                                       | Episodio: "Carpathian Eagle"               |
| 1980    | The Professionals                             | Operador de vigilancia                               | Episodio: "Blood Sports"                   |
| 1981    | Manions of America                            | Rory O'Manion                                        | Papel principal – 3 episodios              |
| 1982    | Play for Today                                | Dennis                                               | Episodio: "The Silly Season"               |
| 1982    | Nancy Astor                                   | Robert Gould Shaw II                                 | 4 episodios                                |
| 1982–87 | Remington Steele                              | Alias "Remington Steele"                             | Papel principal – 94 episodios             |
| 1988    | Noble House                                   | Ian Dunross                                          | Papel principal – 4 episodios              |
| 1989    | La vuelta al mundo en 80 días                 | Phileas Fogg                                         | Papel principal – 3 episodios              |
| 1989    | The Heist                                     | Neil Skinner                                         | Película para televisión                   |
| 1991    | Murder 101                                    | Charles Lattimore                                    | Película para televisión                   |
| 1991    | Victim of Love                                | Paul Tomlinson                                       | Película para televisión                   |
| 1993    | Death Train                                   | Michael "Mike" Graham                                | Película para televisión                   |
| 1993    | The Broken Chain                              | Sir William Johnson                                  | Película para televisión                   |
| 1994    | Don't Talk to Strangers                       | Douglas Patrick Brody                                | Película para televisión                   |
| 1995    | Night Watch                                   | Michael "Mike" Graham                                | Película para televisión                   |
| 2001    | Saturday Night Live                           | Él mismo                                             | Episodio: "Pierce Brosnan/Destiny's Child" |
| 2001    | The Simpsons                                  | Ultra House 300 como Pierce Brosnan/Él mismo (cameo) | Voz; Episodio: "Treehouse of Horror XII"   |
| 2011    | Bag of Bones                                  | Mike Noonan                                          | Papel principal – 2 episodios              |
| 2017–19 | The Son                                       | Eli McCullough                                       | Papel principal – 20 episodios             |
| 2018    | Ceremonia de los Breakthrough Prize 2019      | Él mismo (presentador)                               | Especial televisivo                        |
| 2023    | History's Greatest Heists With Pierce Brosnan | Él mismo (presentador)                               | Documental; 8 episodios                    |
| 2024    | The Great Lillian Hall                        | Ty Maynard                                           | Película para televisión                   |
| 2025    | MobLand                                       | Conrad Harrigan                                      | Papel principal                            |

### Videojuegos
| Año  | Título                                | Papel      | Notas                                 |
| ---- | ------------------------------------- | ---------- | ------------------------------------- |
| 1997 | GoldenEye 007                         | James Bond | Apariencia física, metraje de archivo |
| 1999 | Tomorrow Never Dies                   | James Bond | Apariencia física, metraje de archivo |
| 2000 | The World Is Not Enough (Nintendo 64) | James Bond | Apariencia física, metraje de archivo |
| 2000 | The World Is Not Enough (PlayStation) | James Bond | Apariencia física, metraje de archivo |
| 2000 | 007 Racing                            | James Bond | Apariencia física, metraje de archivo |
| 2002 | James Bond 007: Nightfire             | James Bond | Apariencia física                     |
| 2004 | James Bond 007: Everything or Nothing | James Bond | Apariencia física y voz               |

## Premios

### Globos de Oro
| Año  | Categoría                                              | Película    | Resultado |
| ---- | ------------------------------------------------------ | ----------- | --------- |
| 2005 | Mejor actor - Comedia o musical                        | The Matador | Candidato |
| 1985 | Mejor actor de reparto de serie, miniserie o telefilme | Nancy Astor | Candidato |